# Conflit du Nord-Bornéo

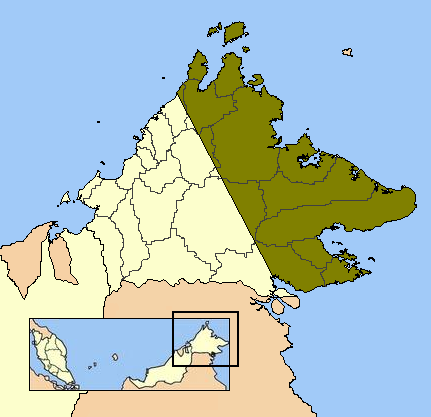
Territoire contesté (en vert).

Le conflit du Nord-Bornéo est un différend territorial entre la Malaisie et les Philippines sur la partie orientale du Sabah, territoire connu sous le nom de Bornéo du Nord, lorsqu'il était un protectorat britannique avant la formation de la fédération de Malaisie. Les Philippines se présentent comme héritier des droits du Sultanat de Sulu. À ce titre, ils maintiennent une revendication sur cette partie de Sabah, estimant que le territoire a seulement été loué à la British North Borneo Company en 1878, le sultanat conservant la pleine souveraineté. De son côté, la Malaisie estime que ce conflit n'a pas lieu d'être car ; d'une part elle interprète l'accord  de 1878 comme une cession et, d'autre part elle juge que les habitants de Sabah ont exercé leur droit à l'autodétermination quand ils se sont joints à la fédération de Malaisie en 1963.
À l'origine, le territoire contesté avait été concédé au sultanat de Sulu par Muhyiddin, sultan de Brunei en récompense de l'aide apportée lors de la guerre civile de 1660-1673.

## L'accord de 1878
Le 22 janvier 1878, un accord est signé entre Jamalul A'Lam, sultan de Sulu, d'une part ; Alfred Dent et le baron von Overbeck (de), d'autre part ; ces deux derniers représentants la British North Borneo Company qui stipule que le Nord-Bornéo est cédé ou loué (selon la traduction utilisée) à la Compagnie britannique en échange d'un paiement annuel de 5 000 dollars malais. Le territoire visé comprend l'île de Bornéo à compter du fleuve Pandasan sur la côte nord-ouest et s'étendant le long de la côte est jusqu'au fleuve Sibuko dans le sud et englobant entre autres les États de Paitan, Sugut, Bangaya, Labuk, Sandakan, Kinabatangan, Mumiang, et tous les autres territoires et États au sud de celui-ci en bordure sur baie de Darvel ainsi que toutes les îles comprises dans les trois lieues marines de la côte.
Le mot clé de l'accord est "padjak", un terme malais qui a été traduit par des linguistes espagnols en 1878 et par les anthropologues américains H. Otley Beyer et Harold Conklin en 1946 comme arrendamiento ou bail. Les britanniques, de leur côté, ont utilisé l'interprétation de l'historien Najeeb Mitry Saleeby en 1908 ainsi que celle de William George Maxwell (en) et William Summer Gibson en 1924 en tant que subvention et céder. Il peut être fait valoir que "padjak" signifie hypothèque ou pion ou même en gros, selon le sens contemporain à Sulu.
Le 22 avril 1903, le Sultan Jamalul Kiram signe un document intitulé Confirmation de la cession de certaines îles, en vertu duquel il accorde la cession de l'île Banggi et des îlots attenants situés dans la baie de Sebuku au large de Bornéo à la même compagnie. L'acte de confirmation de 1903 doit être considérée à la lumière de l'accord de 1878. La British North Borneo Company confirme ainsi la ratification de ce qui a été fait en 1878. Ainsi la somme à payer chaque année est portée à 5 300 dollars.
Chaque année, l'Ambassade de Malaisie aux Philippines émet un chèque au montant de 5 300 ringgits (77 000 pesos philippins) à l'avocat des héritiers du sultan de Sulu.

## Protocole de Madrid
En 1878, le sultan de Sulu abandonne ses droits souverains sur tous ses biens en faveur de l'Espagne. L'acte de capitulation est signé à Jolo le 22 juillet
En 1885, le Royaume-Uni, l'Allemagne et l'Espagne signent le Protocole de Madrid qui confirme l'influence espagnole sur les îles des Philippines. En contrepartie, l'Espagne  abandonne toute prétention sur le Nord-Bornéo, y compris la partie ayant appartenu au Sultanat dans le passé, en faveur des britanniques.
Après la guerre hispano-américaine de 1898, les États-Unis succèdent à l'Espagne comme puissance coloniale et ne revendiquent aucune souveraineté sur le Nord-Bornéo. Cependant, la Constitution des Philippines de 1935 en vigueur à l'époque stipule que le territoire national du pays comprend, entre autres choses, « tous les autres domaines qui appartiennent aux Philippines sur la base de droits historiques légaux ou de revendications ».

## Arrêt MacAskie de 1939
En juin 1936, le sultan de Sulu Jamalul Kiram  meurt sans enfant. Les héritiers demandent à la Haute Cour de Bornéo du Nord la rétrocession des versements prévus par les accords de 1878 et 1903. En 1939, le juge MacAskie fait droit à leur requête.
Cette décision est souvent citée par les partisans de la revendication du sultanat de Sulu comme preuve d'une reconnaissance de la part du Bornéo du Nord des droits de propriété du sultan de ce territoire. Pour l'autre partie, cette décision ne vise qu'à identifier les bénéficiaires et ne prétend nullement à qualifier les actes de 1878 et 1903.

## Création de la Fédération de Malaisie
Avant la formation de la Malaisie, deux commissions d'enquête se rendent à Bornéo afin d'établir l'état de l'opinion publique sur le projet de fusion au sein de la Fédération malaise des colonies britanniques de Sarawak et Sabah.
La première commission connu sous le nom de Commission Cobbold du nom de son président lord Cobbold ne comprend que des représentants de la Fédération malaise et du Royaume-Uni. Elle rend son rapport le 1er août 1962. Sans qu'il soit procédé à un référendum, la Commission conclut qu'un tiers de la population est favorable à la fusion sans conditions ; un autre tiers y est aussi favorable, mais exige des garanties ; le tiers restant se partage entre partisan de l'indépendance stricte et le maintien dans le giron de l'Empire britannique. L'Indonésie qui a également des vues sur Bornéo et les Philippines rejettent ces conclusions.

### Accord de Manille
Le 31 juillet 1963, une réunion tripartite se tient à Manille entre les présidents indonésien Soekarno, et philippin Diosdado Macapagal et le Premier ministre malais Tunku Abdul Rahman. L'accord signé stipule que l'inclusion de Sarawak et Sabah à la Malaisie ne devra pas porter atteinte aux droits et revendications des autres parties. Les trois chefs d'État conviennent de demander à l'ONU de déléguer une autre commission d'enquête pour vérifier l'adhésion de la population à la fusion et s'engagent à respecter les résultats de la consultation. La Mission des Nations unies est composée du Secrétariat de l'ONU et des États membres suivants : Argentine, Brésil, Ceylan, Ghana, Pakistan, Japon et Jordanie. Le rapport de la mission, rédigé par le Secrétaire général de l'ONU, U Thant conclut « qu'une large majorité du peuple » est en faveur de l'adhésion à Malaisie. Bien que l'Indonésie et les Philippines rejettent les conclusions du rapport celui-ci scelle la création de la Malaisie.
Les Philippines rompent leurs relations diplomatiques avec la Malaisie. Elles ne reprendront qu'en 1989, les Philippines mettant en veilleuse leurs revendications pour établir des relations économiques et sécuritaires avec Kuala Lumpur.
Toutefois la Cour suprême des Philippines a statué le 16 juillet 2011 que la revendication des Philippines sur Sabah est conservée et peut être poursuivi à l'avenir. La Malaisie continue de rejeter systématiquement les demandes des Philippines et appelle à trancher la question de la souveraineté de Sabah par la Cour internationale de justice.

## Évènements récents

### Souveraineté sur les îles Ligitan et Sipadan
En 2002, dans l'affaire relative à la souveraineté sur les îles Ligitan et Sipadan revendiquée par l'Indonésie et la Malaisie, la Cour internationale de Justice (CIJ ) a statué en faveur de la Malaisie. Les deux îles sont situées dans la mer de Célèbes au large de la côte nord-est de Bornéo.
Les Philippines ont demandé à intervenir en rappelant sa revendication territoriale sur le Nord-Bornéo. Indonésie s'est opposée à cette requête en arguant que « les Philippines ne soulève aucune revendication à l'égard des deux îles et que le statut juridique du Nord-Bornéo n'est pas une question sur laquelle la Cour a été appelée à se prononcer ». La Malaisie a soutenu en outre que « la question de la souveraineté sur Ligitan et Sipadan est complètement indépendante de celle de l'état du Nord-Bornéo » et que « les titres territoriaux sont différents dans les deux cas ».
La demande a finalement été rejetée par la Cour internationale de Justice en raison de la non-existence d'un intérêt de nature juridique de telle sorte que la Cour n'a pas trouvé comment la décision sur l'affaire concernant les deux îles affecterait la revendication territoriale des Philippines au Nord-Bornéo.

### Incident de Lahad Datu
Le 11 février 2013, un groupe d'environ 100 à 200 personnes, certains armés, partis de l'île Simunul dans la province de Tawi-Tawi (Philippines) débarquent à Lahad Datu (Sabah). Ils ont été envoyés par Jamalul Kiram III, l'un des prétendants au trône du sultanat de Sulu. Leur objectif était de faire valoir leur revendication territoriale en suspens au Bornéo du Nord. L'opération se termine par la mort de 68 de leurs partisans tandis que les autres sont capturés par les autorités malaisiennes.